# Битва под Лянцкороной
Битва под Лянцкороной (Ландскроной) (пол. Bitwa pod Lanckoroną) — сражение (бой) 12 (23) мая 1771 года, в котором русский отряд под руководством Александра Суворова и Древича разгромил барских конфедератов под командованием французского эмиссара генерала Шарля Дюмурье.

## Предыстория
В 1768 году польско-литовская римско-католическая шляхта, недовольная большим влиянием России, которая добилась в Речи Посполитой уравнения в правах так называемых «диссидентов» (некатоликов), объединилась в конфедерацию против польского короля Станислава Понятовского, получившую название по подольскому местечку Бар.
Потерпев несколько поражений от высланных в Польшу российских войск, конфедераты в 1770 году получили деятельного организатора в лице французского генерала Дюмурье, явившегося в Польшу в сопровождении отряда французских солдат. В городе Лянцкорона (Ландскрона) под Краковом были сосредоточены основные силы конфедератов. А. В. Суворов, выступив из Люблина с отрядом свыше полутора тысяч человек, совершил марш-бросок к Лянцкороне и застал Дюмурье врасплох. Однако попытавшись занять сильно укреплённый редут у монастыря Тынец (Тиниц), состоявший под командованием конфедерата Валевского, Суворов потерял ценное время и воспользоваться внезапностью более нельзя было. Отряд Суворова, насчитывавший в результате присоединения других частей три с половиной тысячи человек, противостоял равным по количеству полякам, которые занимали, однако, чрезвычайно сильную позицию.

## Ход сражения
Левый фланг Дюмурье упирался в Лянцкоронский замок, а центр и правый фланг, недоступные по крутизне склонов, были прикрыты рощами. У защитников Лянцкороны имелось к тому же 50 пушек. Понимая, что планомерный штурм столь сильной позиции повлечёт за собой большие потери, Суворов решился на очень рискованный и неожиданный шаг, основанный на его глубоком и тонком понимании военной психологии. Ещё не дождавшись собрания всех войск, он двинул 150 санкт-петербургских карабинеров и две сотни чугуевских казаков под командованием полковника Шепелева на фланг неприятельского расположения. Быстрота натиска и неожиданность атаки конницы ошеломила польскую пехоту, не прошедшую регулярного воинского обучения. Несмотря на сильную позицию, она рассыпалась и обратилась в бегство, в то время как все усилия французского генерала Дюмурье восстановить порядок оказались тщетными. После того, как фланг был опрокинут, бой был окончен за полчаса. Поляки потеряли 500 человек, остальные рассеялись по окрестностям. Что касается русских, то у них насчитывалось только 10 раненых (убитых не было вовсе). 

… 10 мая 1771 года. Поле боя под Ланцкороной. Противник занимает весьма сильную позицию на крутых склонах высоты, где был построен ланцкоронский замок. Поляки ожидали планомерной осады. И вдруг стремглав несётся конница, сверкают клинки, и сквозь пыль уже видны разгорячённые лица всадников. Один залп, и летящая на окопы казачья лава остановится, ещё один залп — и она будет смята. Но залпа нет. Паника охватывает ряды противника, пехота покидает окопы, бросает оружие, бежит. A её уже настигают русские, рубят, колют. ...— Пётр Моисеевич Олендер, «Об изучении противника», «Красная звезда», № 282 (5653), с. 2, 10 января 1943 года.

## Результаты
Поражение под Лянцкроной нанесло тяжёлый удар конфедерации, командиры повстанцев Сапега и Оржевский были убиты, Миончинский взят в плен. У Дюмурье осталось 500 человек в отряде, а всего около 3000 .
С поражением французского генерала Дюмурье самым видным предводителем конфедератов стал Михаил Казимир Огинский, которого А. В. Суворов разбил в сентябре в бою при Столовичах.